# Bad Karlshafen
Bad Karlshafen är en stad i Landkreis Kassel i Regierungsbezirk Kassel i förbundslandet Hessen i Tyskland.
Den tidigare staden  Helmarshausen gick samman med i Bad Karlshafen 1 augusti 1972.